# Ульхун-Партіонське сільське поселення
Ульху́н-Партіо́нське сільське поселення (рос. Ульхун-Партинское сельское поселение) — сільське поселення у складі Киринського району Забайкальського краю Росії.
Адміністративний центр та єдиний населений пункт — село Ульхун-Партія.

## Населення
Населення сільського поселення становить 533 особи (2019; 612 у 2010, 738 у 2002).